# Samuel Johnson (színművész)
Samuel Johnson (Daylesford, 1978. február 8. –) ausztrál színész. 
Leginkább Evan Wylde szerepéről ismert a Titkos életünk című sorozatból.

## Élete és pályafutása
1977-ben született Ausztráliában. Tévébemondóként tevékenykedik a Network Ten-nél, előkészíti a reklámokat a közeledő tv-showkhoz. 2001-ben feltűnt a Titkos életünk című sorozat egyik főszerepében, mint Evan Wylde a fiatal író. Ezért az alakításáért elnyerte az AFI legjobb férfi főszereplő drámasorozatban díját. 2002-ben feltűnt a Crackerjack című ausztrál mozifilmben.
2004-ben egy egykerekű biciklivel átszelte egész Ausztráliát, hogy adományokat gyűjtsön a CanTeen nevű jótékonysági szervezet számára.
A Nova FM rádiós műsorvezetője volt Melbourne-ben, de barátnője, Lainie Woodlands 2006. február 5-i történt öngyilkosságát követően, 2006 közepén távozott a rádióból. Legfrissebb televíziós projektje a Rush – A hajsza című sorozat.